# Aníbal Gómez
Aníbal Gómez Cortijo (Villanueva de la Jara, Cuenca, 8 de mayo de 1979) es un cómico, cantante y actor español conocido por sus participación en programas como Muchachada nui, Retorno a Lilifor, por ser colaborador en el programa de radio Vodafone yu  y formar parte del dúo musical Ojete Calor junto a Carlos Areces.

## Trayectoria
Durante su juventud, Aníbal fue pinchadiscos en una discoteca de su pueblo. Trabajó en el programa de humor surrealista Muchachada nui, que se emitió en La 2 de Televisión Española desde 2007 hasta 2010. Posteriormente, participó en la serie de Neox Museo Coconut, más tarde en el programa de sketches Retorno a Liliflor (2015), dirigido por Joaquín Reyes y Ernesto Sevilla, y posteriormente formando parte del reparto de Ella es tu padre, de Telecinco.
Su último papel en televisión pertenece al personaje secundario de Adolfo en la serie de Netflix de El Vecino (2019).
En cuanto a su filmografía, el jareño ha aparecido en producciones españolas como Campamento Flipy (2010), Las brujas de Zugarramurdi (2013), Torrente 5: Operación Eurovegas (2015) y Los del túnel (2016). Desde 2019 participará las dos temporadas de la serie Justo antes de Cristo y en la serie El Vecino.
Desde octubre de 2020 actúa y colabora en el programa Los felices veinte de OrangeTV, presentado por Nacho Vigalondo. También presenta el programa en ausencia de Vigalondo.

## Carrera musical

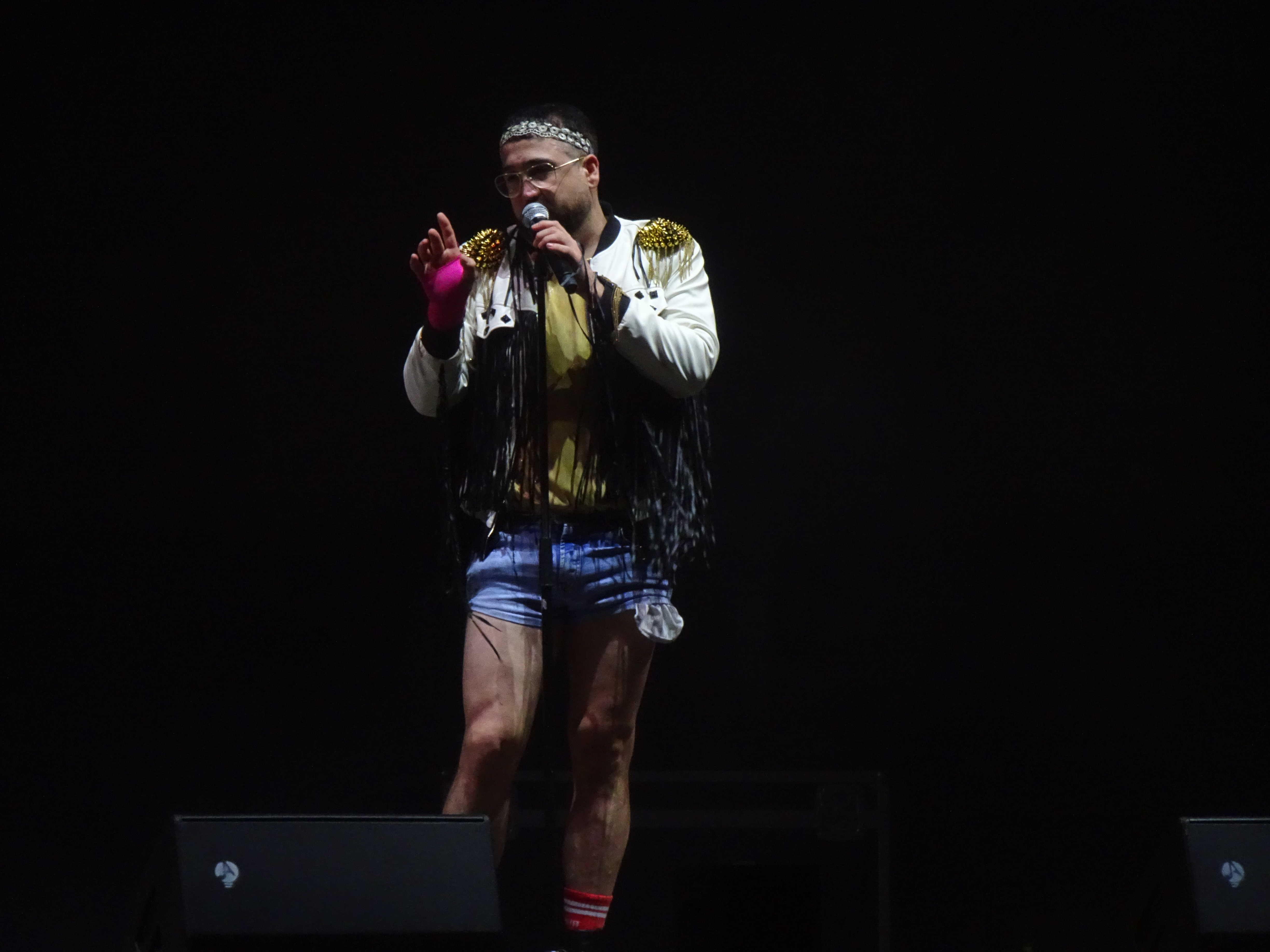
Aníbal actuando con Ojete Calor en agosto de 2023.

Aníbal ha formado parte de grupos como Rusty Warriors o el icono del subnopop Ojete Calor, formado junto al actor y cómico Carlos Areces. 
En 2015 inició, paralelamente y en solitario, Ruido Paraíso, con su álbum de debut Polifonía de 12 canciones.

## Filmografía

### Cine
| Año  | Película                                            | Actúa como         |
| ---- | --------------------------------------------------- | ------------------ |
| 2010 | Campamento Flipy                                    | Teclista           |
| 2013 | Las brujas de Zugarramurdi                          | Hombre en taberna  |
| 2015 | Torrente 5: Operación Eurovegas                     | Vigilante indeciso |
| 2016 | Los del túnel                                       | Enfermero          |
| 2020 | Padre no hay más que uno 2: La llegada de la suegra | Padre despistado   |

### Televisión
| Años        | Título                   | Actúa como        | Cadena      |
| ----------- | ------------------------ | ----------------- | ----------- |
| 2007 - 2010 | Muchachada nui           | Varios personajes | La 2        |
| 2010 - 2014 | Museo Coconut            | Varios personajes | Neox        |
| 2015        | Retorno a Lilifor        | Varios personajes | Neox        |
| 2017 - 2018 | Ella es tu padre         | Yago              | Telecinco   |
| 2019; 2021  | El vecino                | Adolfo            | Netflix     |
| 2019 -2020  | Justo antes de Cristo    | Corbulón          | #0          |
| 2022        | Bienvenidos a Edén       | Mánager           | Netflix     |
| 2022        | Historias para no dormir | Gabriel           | Prime Video |
| 2023        | Vamos a llevarnos bien   | Colaborador       | La 1        |